# Chela (Einheit)
Chela war ein Volumenmaß für trockene Waren in Somaliland.
- 1 Chela = 1,359 Liter
- 1 Tabla = 15 Chela = 20,4 Liter
- 1 Gisla = 120 Chela